# Мигитинов, Солтан Камильевич
Солтан Камильевич Мигитинов (азерб. Soltan Migitinov; 17 сентября 1988, Доргели, Дагестанская АССР, СССР) — азербайджанский боксёр-любитель, участник Летних Олимпийских игр 2012 года в весовой категории до 75 кг. Кумык по происхождению.

## Карьера
22 декабря 2008 года ему было присвоено звание мастер спорта России. Занимается в бакинском спортивном клубе Baku Fires. Тренируется у Гамзата Агаева. На Олимпиаде-2012 в первом круге победил египетского боксёра Мохаммеда Хикала (20-12). Однако уже на втором круге проиграл бразильцу Эскива Фалькао со счетом 24-11. Бронзовый призёр чемпионата Азербайджана 2010 года. Участник чемпионата мира по 2013 года в Алма-Ате. 21 апреля 2022 года ему было присвоено звание заслуженный тренер России.